# Johann Moller (Schriftsteller)

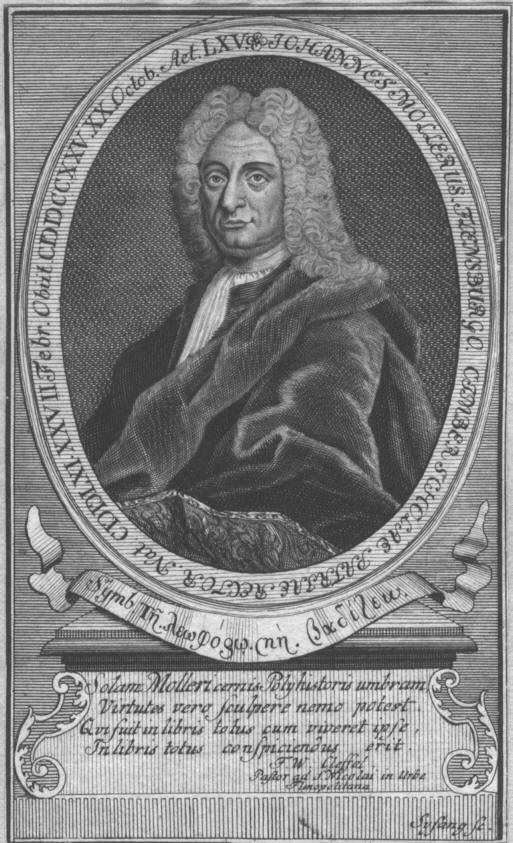
Johann Moller, zeitgenössischer Kupferstich

Johannes Moller (* 17. Februar 1661 in Flensburg; † 2. Oktober 1725 in Flensburg) war ein deutscher Lehrer, Schriftsteller und Literaturhistoriker. Sein Hauptwerk ist das Schriftstellerlexikon Cimbria literata.

## Leben und Werk
Moller wurde als Sohn des Pastors Claus Moller in Flensburg geboren. Seine Mutter Christina Breckling war eine Schwester von Friedrich Breckling. Drei seiner Brüder wurden Pastoren im Herzogtum Schleswig, einer (Nikolaus) Professor an der Universität Kiel und ein fünfter (Christian) Propst Marienburg in Livland.
Nach dem Besuch der Lateinschule in Flensburg studierte er seit 1676 in Kiel und ab 1678 in Leipzig Theologie, Philosophie und Geschichte. Er hielt sich 1681–1684 in Hamburg und 1684–85 in Kopenhagen auf, unter anderem, um dort zu recherchieren. 1685 wurde er Lehrer der Quinta an der Lateinschule, heute Altes Gymnasium, in Flensburg. Er stieg im Kollegium auf, bis er schließlich 1701 Rektor wurde. Er gründete 1711 die Bibliothek der Schule, die bis 1725 auf 1300 Bände anwuchs. Trotz mehrerer Rufe an Universitäten blieb bis zu seinem Tode in Flensburg.
Mollers Hauptinteresse galt neben der Schularbeit der Literatur und Personalgeschichte, zu der er seit seiner Jugend Material sammelte. Sein Hauptwerk ist Cimbria literata sive Scriptorum ducatus utriusque Slesvicensis et Holsatici, quibus et alii vicini quidam accensentur, historia literaria tripartita, ein umfangreiches Schriftstellerlexikon Schleswig-Holsteins, Hamburgs und Lübecks, das drei Foliobände umfasst und 1744 von Olaus Heinrich Moller nach den Vorarbeiten seines Vaters herausgegeben wurden. Es ist bis heute eine wichtige Quelle der Personal- und Literaturgeschichte Schleswig-Holsteins des 16. und 17. Jahrhunderts.
Moller war verheiratet mit Anna Stricker (1677–1743), der Tochter des Flensburger Bürgermeisters Bernhard Stricker.

## Werke
- Cimbriae literatae Prodromus, Schleswig 1687 urn:nbn:de:urmel-c61b2ee5-28d2-4143-827c-a2f3826a14789
- Isagoge Ad Historiam Chersonesi Cimbricæ Chorographicam, Naturalem, Antiquariam, Civilem, Genealogicam, Ecclesiasticam & Literariam, tam Vetustiorem, quam Modernam, tam Universalem, quam Particularem singularum illius Regionum ac Civitatum … 4 Teile Hamburgi, Liebezeit, 1691–1692 1. Teil Digitalisat, 2. Teil Digitalisat, 3. u. 4. Teil Digitalisat,
- Animadversionum in Scriptores aliquot historiae literariae recentiores historico-criticarum erronea emendantium, obscura illustrantium, dubiaque de iis visa vel confirmantium, vel refellentium specimen, Herg. von Olaus Heinrich Moller, Flensburg
- Johannis Molleri, Flensburgo Cimbri, Spicilegium Hypomnematum ad Alberti Bartholini Librum De Scriptis Danorum Historico-Criticorum Digitalisat
- Johannis Molleri Flensburgensis Cimbria Literata, Sive Scriptorum Ducatus Utriusque Slesvicensis Et Holsatici, Quibus Et Alii Vicini Quidam Accensentur, Historia Literaria Tripartita, Kopenhagen 1744
  - Tomus Primus: Scriptores universos Indigenas, hisque immistos complures, quorum Patria explorari necdum potuit, comprehendens Digitalisat
  - Tomus Secundus: Adoptivos sive Exteros, in Ducatu utroque Slesvicensi & Holsatico vel officiis functos publicis, vel diutius commoratos, complectens Digitalisat
  - Tomus Tertius: Quadraginta sex insignium Scriptorum, partim Indigenarum, partim Adoptivorum Historias longiores exhibens Digitalisat